# Цхакая, Михаил Григорьевич
Михаи́л (Миха) Григо́рьевич Цхака́я (груз. მიხეილ (მიხა) გრიგოლის ძე ცხაკაია; псевдоним — Барсов; 22 апреля [4 мая] 1865, Хунци, Кутаисская губерния — 19 марта 1950, Москва) — советский грузинский революционер, государственный и партийный деятель. С 1920 года член Исполкома Коминтерна. Депутат ВС СССР 2-го и 3-го созывов (1938—1950).

## Биография
Родился 22 апреля (4 мая) 1865 года селе Хунци Кутаисской губернии, Российская империя, в семье священника.
После окончания Кутаисского духовного училища поступил в Тифлисскую духовную семинарию, откуда в 1886 году был исключён за революционную пропаганду. В 1892—1893 годах один из организаторов социал-демократической организации «Месаме-Даси» («Третья группа»). В 1897 году выслан за пределы Кавказа на 5 лет, с 1898 года работал в Екатеринославском комитете РСДРП, в газете «Южный рабочий». В 1900—1902 годах находился в заключении, после чего выслан на родину[уточнить]. С 1903 года Цхакая — член «Кавказского союзного комитета», учреждённого объединительным съездом социал-демократических организаций Закавказья.
В 1904 году был посаженным отцом на свадьбе И. Джугашвили и Е. Сванидзе в Тифлисе.
Делегат III съезда РСДРП (1905), Цхакая было сорок лет и он был «старейшим» делегатом съезда. Участник революции 1905—1907 года в Баку. Участник V съезда РСДРП, проходившего в Лондоне весной 1907 года. В 1907—1917 годах жил в эмиграции в Женеве. Входил в группу РСДРП «Вперёд».
Вернулся в Россию в 1917 году в пломбированном вагоне вместе с В. И. Лениным. Участник Апрельской конференции. В 1917—1920 годах член Тбилисского комитета РСДРП(б). Анастас Микоян вспоминал, что по возвращении в Тифлис Цхакая устроился там жить в доме престарелых, где было бесплатное содержание: «Когда был поднят вопрос о назначении Цхакая хотя бы небольшого денежного пособия, скромный и невероятно щепетильный в денежных делах Цхакая категорически заявил, что „материально устроен вполне удовлетворительно“. Так он и остался жить в доме для престарелых, пока в середине 1919 года пришедшие к власти меньшевики не арестовали и не посадили его в Кутаисскую тюрьму». В июне 1919 года арестован в Кутаиси меньшевистским правительством, освобождён в мае 1920 года.

Вошёл в состав ЦК КП(б) Грузии. В 1921—1922 годах представитель Грузинской ССР при правительстве РСФСР. В 1923—1930 годах председатель Президиума ЦИК Грузинской ССР и один из председателей ЦИК ЗСФСР, член Президиума ЦИК СССР (1922—1937). В 1922 году подписал Договор об образовании СССР, представляя ЗСФСР.

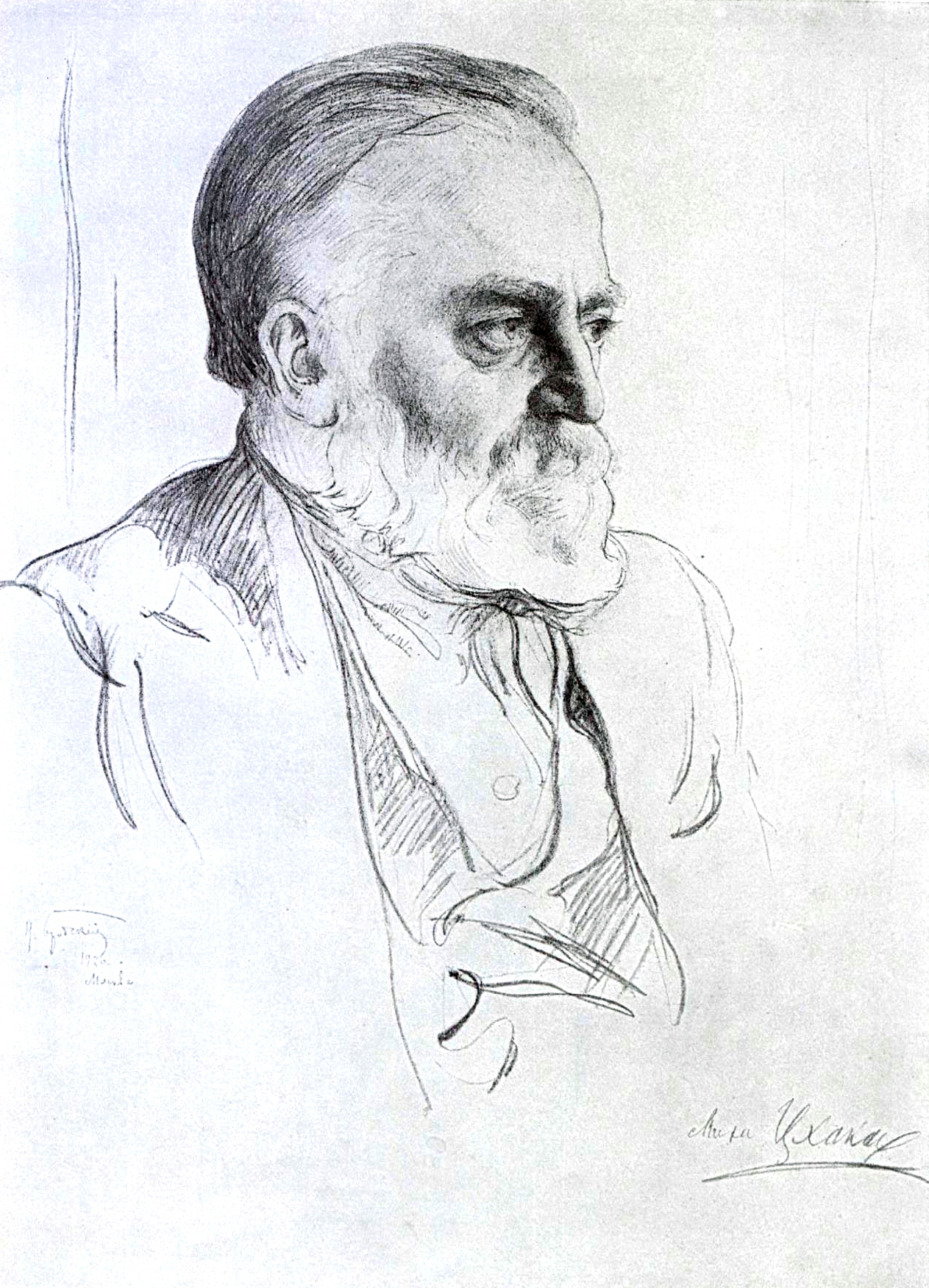
М. Цхакая на Втором конгрессе Коминтерна (1920). Портрет работы И. Бродского

С 1920 года — член Исполкома Коминтерна; с 1931 — член Интернациональной контрольной комиссии. Делегат X, XI, XIII, XV и XVII съездов ВКП(б); со 2-го по 7-й конгрессов Коминтерна.
Историк А. Г. Авторханов в своих мемуарах упоминал эпизод из 1920-х годов: «В связи с приездом в Москву председателя ЦИК Грузии Михи Цхакая собралось на банкет в его честь грузинское землячество… К концу вечера появился Сталин, произнёс тост за Миху Цхакая, назвав его своим тифлисским учителем. Польщённый, Цхакая произнёс ответный тост за ученика, который превзошёл всех учителей».
Михаил Цхакая умер в Москве после тяжёлой болезни 19 марта 1950 года вскоре после избрания (12 марта 1950 года) депутатом в Совет Национальностей Верховного Совета СССР 3-го созыва от Сухумского сельского округа Абхазской АССР. Был похоронен в Тбилиси в пантеоне на горе Мтацминда. В 1980-х годах перезахоронен из пантеона.

## Высказывания

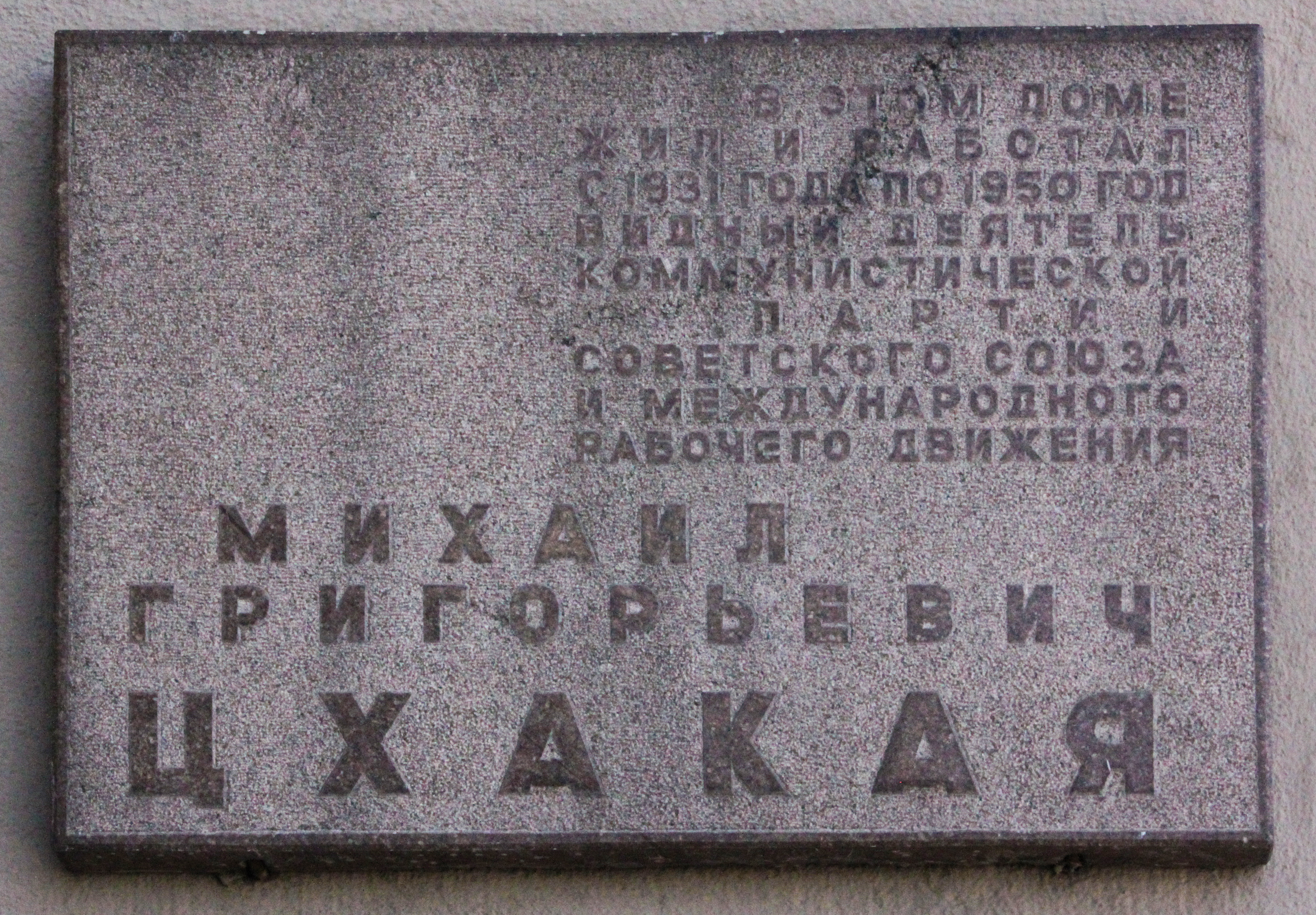
Мемориальная табличка на стене дома в Москве, по адресу улица Серафимовича, дом 2, где поживал М. Г. Цхакая с 1931 года по 1950 год.

- «Остроумие — это чихание ума»[9].

## Награды
- орден Ленина (8 декабря 1944)

## Память
Именем Цхакая в 1933—1989 годах назывался районный центр Сенаки Грузинской ССР (до 1976 года — Миха Цхакая, затем — Цхакая), улица в Тбилиси (ныне — Вукола Беридзе).
Мемориальные доски Цхакая установлены в Москве (улица Серафимовича, 2) и Тбилиси (улица Лео Киачели, 16)